# النجمة (المالكية)
النجمة قرية تتبع إداريا لناحية المعبدة منطقة المالكية محافظة الحسكة شمال شرق سورية. وهي قرية زراعية تنتج المحاصيل ويعتنون بالخيول العربية الأصيلة، وتنتشر في أراضيها الكثير من آبار النفط التابعة لحقول نفط الرميلان. وهي قريبة من محطة تل عدس لضخ النفط الى مصفاة حمص ومصفاة بانياس. تأسست عام 1952م على يد الشيخ علي مدلول العاصي الجربا (1913- 24 آب/ أغسطس 1982م: وهو من شيوخ قبيلة شمر وحكمائها في سورية، له وقفات كثيرة وأيام مشهودة، ومنها دعمه لثورة الجزائر عام 1954م).